# Ахметов, Даниал Кенжетаевич
Даниа́л Кенжета́евич Ахме́тов (каз. Даниа́л Кенжетайұлы́ Ахме́тов; род. 15 июня 1954, Павлодар, Казахская ССР, СССР) — государственный деятель Казахстана, аким Восточно-Казахстанской области (2014—2023), премьер-министр (2003—2007), министр обороны (2007—2009), член Коллегии (министр) по энергетике и инфраструктуре Евразийской экономической комиссии (2011—2014), Доктор экономических наук. Бывший Президент Федерации велоспорта Казахстана (покинул пост 28 октября 2009 года).

## Биография
Окончил факультет промышленного и гражданского строительства Павлодарского индустриального института (ныне Павлодарский государственный университет им. С. Торайгырова). По специальности — инженер-строитель.
1976—1981 годы — трудовую деятельность начал мастером, затем работал прорабом на домостроительном комбинате треста «Павлодаржилстрой». С 1981 по 1983 год — заместитель главного инженера по строительным работам комбината «Экибастузшахтастрой». С 1983 по 1987 год — заместитель председателя исполкома Экибастузского городского совета народных депутатов.
В 1991—1992 годах — управляющий трестом «ЭкибастузЭнергоЖилПромСтрой».
В 1992—1993 годах — глава Экибастузской городской администрации.
В 1993—1997 годах — аким Павлодарской области (до 1995 года — глава Павлодарской областной администрации).
В 1997—1999 годах — аким Северо-Казахстанской области.
С октября 1999 года заместитель, а с декабря 2000 года — первый заместитель премьер-министра Республики Казахстан. На посту заместителя премьер-министра курировал вопросы промышленности, энергетики, сельского хозяйства, транспорта и коммуникаций, миграционной и демографической политики.
В ноябре 2001 года вновь назначен акимом Павлодарской области.
13 июня 2003 года утверждён парламентом Республики Казахстан на посту премьер-министра Казахстана. 8 января 2007 года подал заявление об отставке с поста премьер-министра РК, которое было принято.
10 января 2007 года указом президента Республики Казахстан назначен министром обороны Республики Казахстан.
17 июня 2009 года указом президента Республики Казахстан освобождён от занимаемой должности.
12 сентября 2010 года он был замечен на похоронах казахстанского бизнесмена Владимира Ни.
В декабре 2010 года, стало известно, что бывший премьер-министр Казахстана Даниал Ахметов возглавил компанию в сфере экологической энергетики и не хочет возвращаться в политику, сообщал КазТАГ.
По информации агентства, Ахметов доволен такими переменами в жизни, поскольку стал больше времени проводить с родными и близкими. Также он ведёт здоровый образ жизни, занимается велоспортом. Экс-министр опроверг слухи о том, что он, якобы, хотел застрелиться после отставки.
В декабре 2011 года Высшим Евразийским экономическим советом на уровне глав государств принято решение о назначении от Казахстана Даниала Кенжетаевича Ахметова членом Коллегии (министр) по энергетике и инфраструктуре «Евразийской экономической комиссии», который будет курировать вопросы энергетической политики; политики естественных монополий; транспорта и перевозок, в том числе вопросы регулирования доступа к услугам железнодорожного транспорта, согласования применения исключительных тарифов, проведения расследований, принятия решений о приостановлении/отмене решений по изменению тарифов; инфраструктуры.
С 11 ноября 2014 по 16 июня 2023 года — аким Восточно-Казахстанской области.
17 июня 2019 года — переназначен акимом Восточно-Казахстанской области.
3 марта 2022 года — занял первое место в рейтинге акимов областей. Показатель Даниала Ахметова составил 86 %.
11 июня 2022 года — Президентом РК продлены полномочия Даниала Ахметова на должности акима Восточно-Казахстанской области.
7 декабря 2022 года — Даниал Ахметов Указом Президента РК переназначен на должности акима Восточно-Казахстанской области, переназначение поддержано большинством депутатов маслихата всех уровней.
16 июня 2023 года — Указом Главы государства Ахметов Даниал Кенжетаевич освобождён от должности акима Восточно-Казахстанской области.

## Персональная характеристика
Владеет русским и казахским языком. Жена — Гулия Койшибаевна Ахметова (1958 г.р.) и двое детей, дочь — Аделия (1983 г.р.) и сын — Талгат (1985 г.р.).

## Критика
Часто подвергается критике за коррупцию.

## Награды
- Орден Отан (2017)[19]
- Орден «Первый Президент Республики Казахстан — Лидер Нации Нурсултан Назарбаев» (2012)
- Орден «Барыс» 2 степени (2004)
- Орден «Барыс» 3 степени (1999)
- Памятная медаль «Астана» (1998)
- Юбилейная медаль «10 лет независимости Республики Казахстан» (2001)
- Медаль «10 лет Парламенту РК»[20]
- Памятный почётный знак, посвящённый 90-летию Бауржана Момышулы (20 февраля 2009 года)
- Медаль «10 лет Астане» (2008)
- Орден «Знак Почёта» (1986)
- Медаль «За вклад в создание Евразийского экономического союза» 1 степени (8 мая 2015 года, Высший совет Евразийского экономического союза)[21].
- Медаль «За вклад в развитие Евразийского экономического союза» (29 мая 2019 года, Высший совет Евразийского экономического союза)[22].
- Грамота Содружества Независимых Государств (1 июня 2001 года) — за активную работу по укреплению и развитию Содружества Независимых Государств[23].